# Xysticus luctuosus
Xysticus luctuosus là một loài nhện trong họ Thomisidae.
Loài này thuộc chi Xysticus. De woudstruikkrabspin được John Blackwall miêu tả năm 1836.